# Asteriusz
Asteriusz – imię męskie pochodzenia greckiego od Asterios: ast-r, -éros „gwiazda”. Stąd astérios (łac. asterius) to „gwieździsty, jasny, lśniący, niebieski”. Hagiografia zna ośmiu świętych o tym imieniu: m.in. nosił je Asteriusz z Cezarei Palestyńskiej, żyjący w pierwszej połowie III wieku.
Żeńskim odpowiednikiem jest Asteria.
Asteriusz imieniny obchodzi 3 marca, 20 maja i 10 czerwca. 